# 聚多曲霉
聚多曲霉（学名：Aspergillus sydowii），又叫喜多氏麴黴，是属于散囊菌目发菌科曲霉属的一种真菌，可生长在土壤、粪、酒曲、食品及各种材料的基物上。该种分布于中国、阿根廷、澳大利亚、奥地利、加拿大、塞浦路斯、埃及、加纳、荷兰、印度、意大利、日本、马来西亚、墨西哥、纳米比亚、塞拉里昂、新加坡、南非、西班牙、叙利亚、英国、美国等地。

## 致病性
聚多曲霉與多種人類疾病的發病機制有關，包括曲霉病、甲癬和角膜真菌病。